# Рудольф Мацура

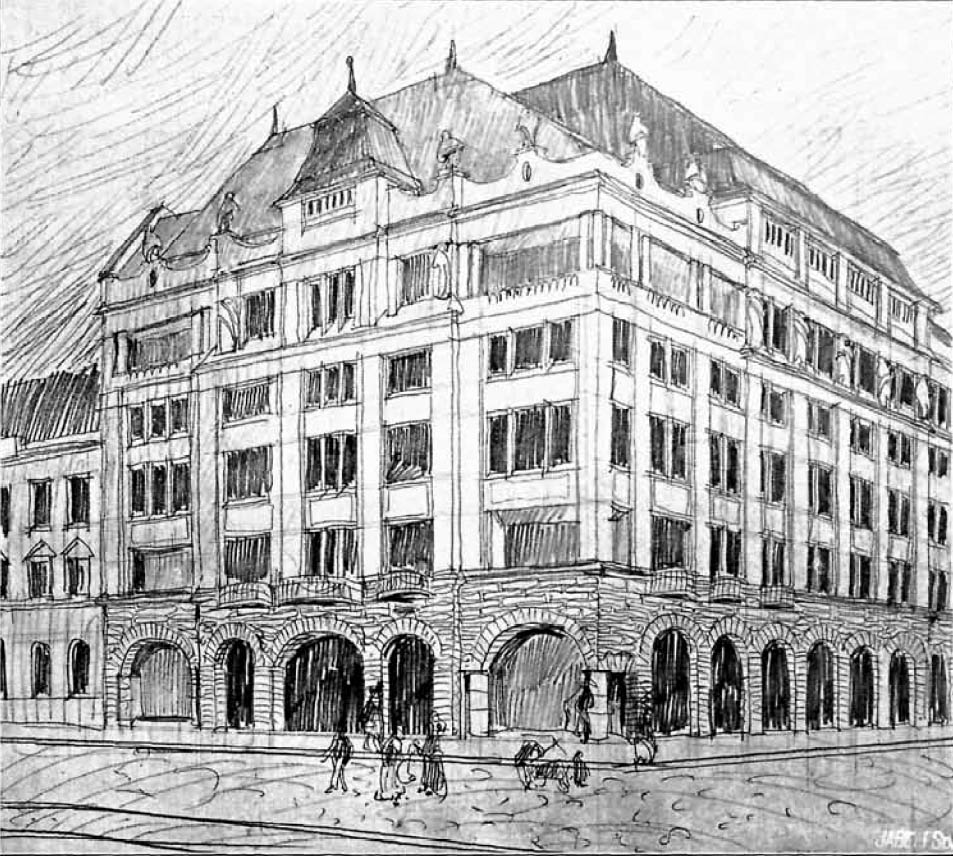
Проєкт готелю «Краківського» у Львові. 1910.

Рудольф Фелікс Мацура (пол. Rudolf Feliks Macura, 18 лютого 1886, Калуш — 30 вересня 1940, Білосток) — польський архітектор. 

## Біографія
Навчався у Кракові у Вищій промисловій школі і в Краківській академії мистецтв у Юзефа Мегофера і архітектора Юзефа Галензовського. Від 1914 року член надзвичайний Політехнічного товариства у Львові. Експонував пейзажі на виставках Товариства красних мистецтв у Варшаві у 1937 і 1938 роках. У період між двома світовими війнами був повітовим архітектором міста Остроленка у Польщі. Працював учителем рисунку в середніх школах. Виконав кілька проєктів костелів в околицях Ломжі і Остроленки. Був знавцем і популяризатором курпівської культури. Документував культурні пам'ятки цієї народності. Автор короткої брошури про цей регіон. Колекціонував вироби народних промислів та археологічні пам'ятки. Після 1930 року виїхав до Білостока, куди перевіз і свої збірки. Входив до технічної комісії при комітеті будови костелу св. Роха в Білостоку. Помер там же.
Роботи
- Конкурсний проєкт готелю «Краківського» та двох суміжних будинків у Львові на нинішній площі Соборній та вулиці Пекарській (співавтор Генрик Заремба). Проєкт у модернізованих ренесансних формах 1910 року здобув перше місце, але не був реалізований. Пізніше на його основі був опрацьований та реалізований проєкт Міхала Лужецького (будувала фірма Едмунда Жиховича).[3][4]
- II місце на конкурсі проєктів перебудови Скарбківського театру у Львові (1911, співавтор Генрик Заремба).[3]
- I місце на конкурсі проєктів торгових залів у Ярославі (проєкт 1912 року, спільно з Генриком Зарембою)[5]
- Перебудова костелу в Новогруді під Ломжею.
- Проєкт дерев'яного костелу в селі Броново під Ломжею.
- Проєкт дерев'яного костелу в селі Чарня.
- Конкурсний проєкт Ощадної каси в Сяноку, III нагорода серед 14 претендентів (1912, співавтор Ян Хойновський). Експонувався у залі Технологічного музею у Львові.[6]
- Нереалізований конкурсний проєкт перебудови корпусу Львівського університету на нинішній вулиці Грушевського у Львові (1913, співавтор Ян Хойновський).[7] Опублікований у збірці, присвяченій конкурсу.[8]